# Rivela (La Estrada)

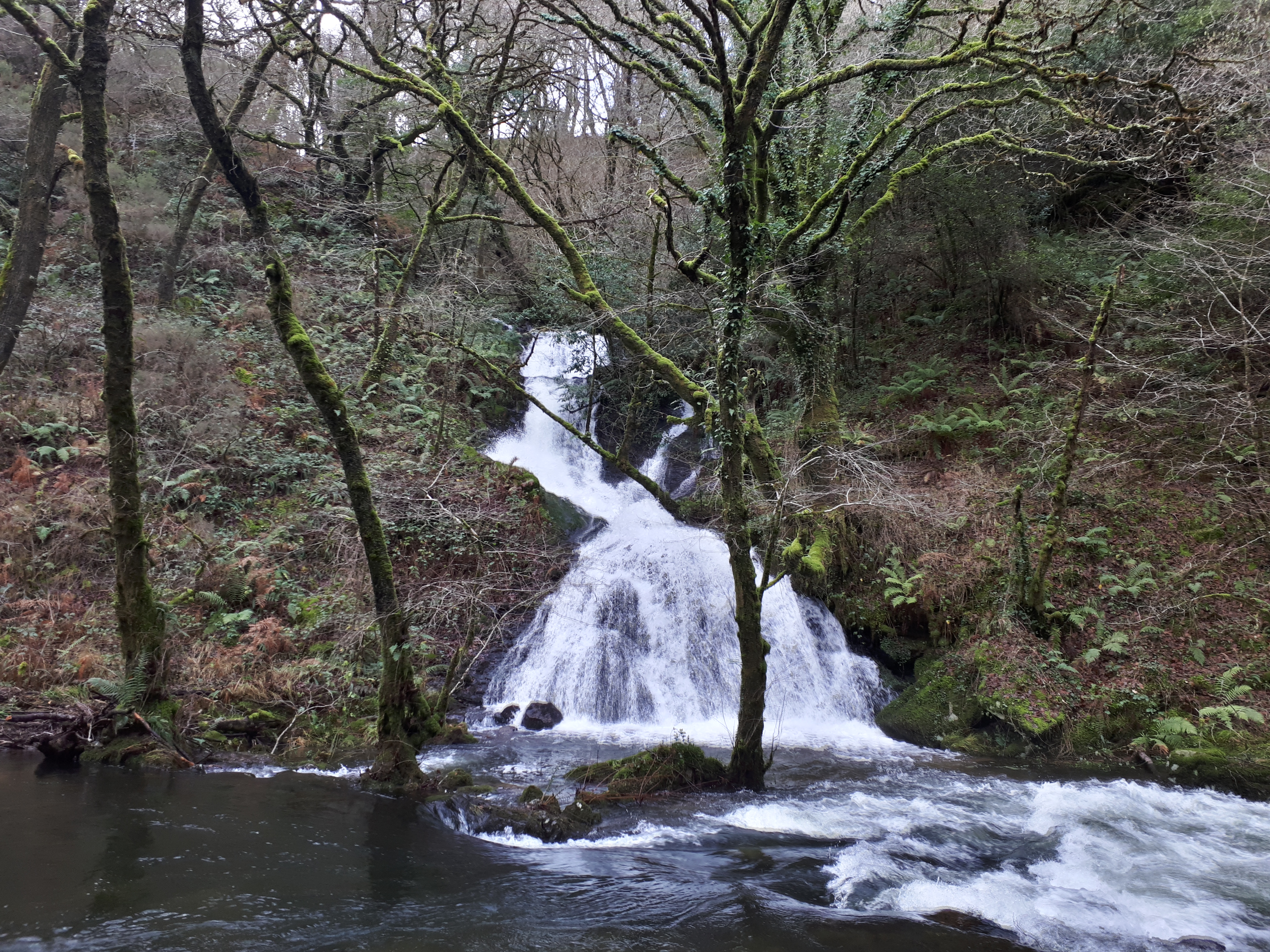
Fervenza do regueiro de Esqueiro entre A Igrexa (Liripio) y Pumares (Ribela), enfrente de A Aldea Grande (Ribela)

Rivela (llamada oficialmente Santa Mariña de Ribela) es una parroquia del municipio de La Estrada, en la provincia de Pontevedra, Galicia, España.
Limita con las parroquias de Parada, Codeseda, Liripio, Pardemarín, Vinseiro y Meavía, esta última parroquia pertenece al municipio de Forcarey.
En 1842 tenía una población de hecho de 300 personas. En los veinte años que van de 1986 a 2006 la población pasó de 255 a 194 personas, lo cual significó una pérdida del 23,92%. En el año 2020 la población es de 141 habitantes.
Destaca por ejemplo la Iglesia de Santa Marina de Ribela, que data del año 1865.

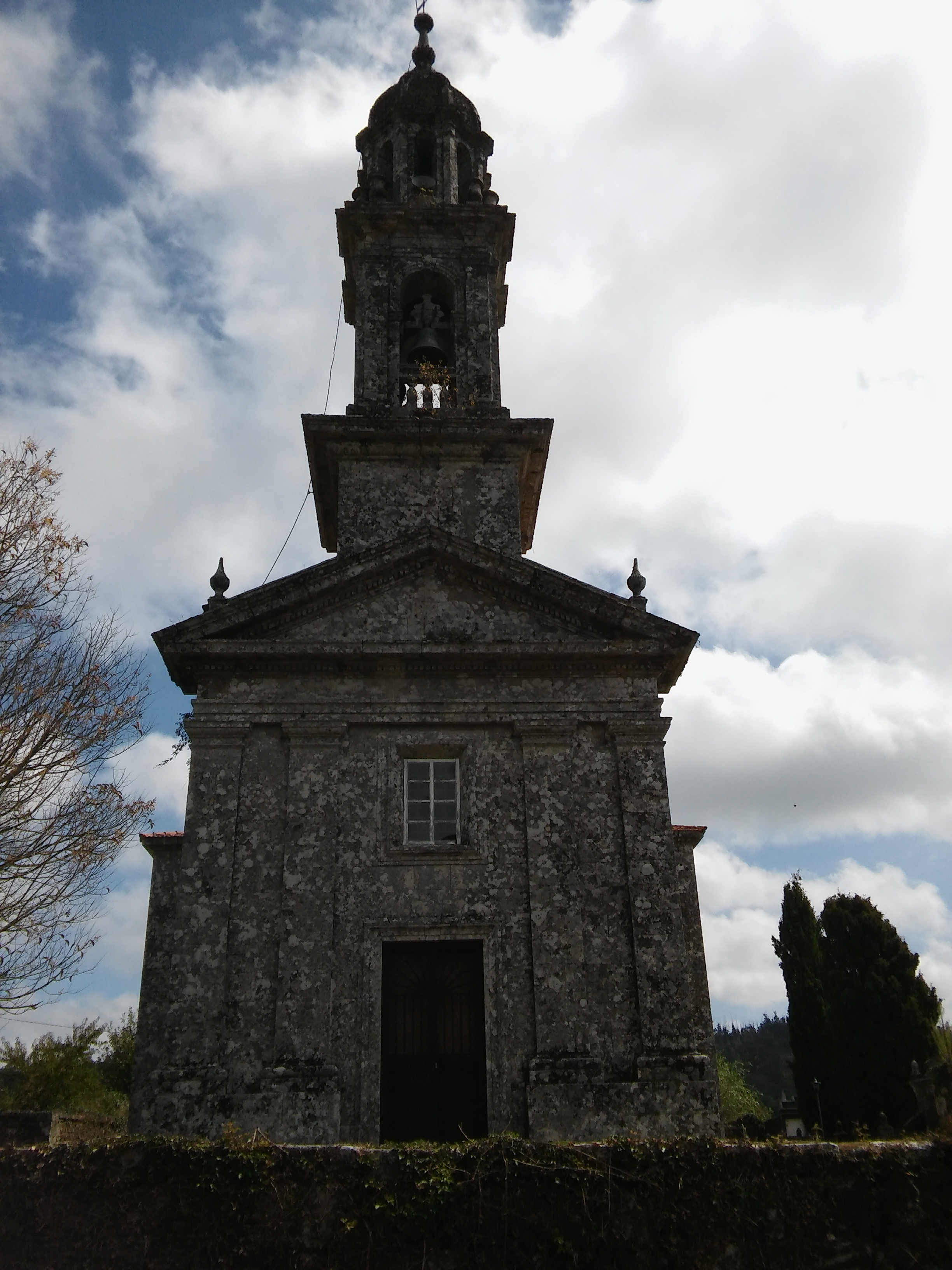
Iglesia de Ribela

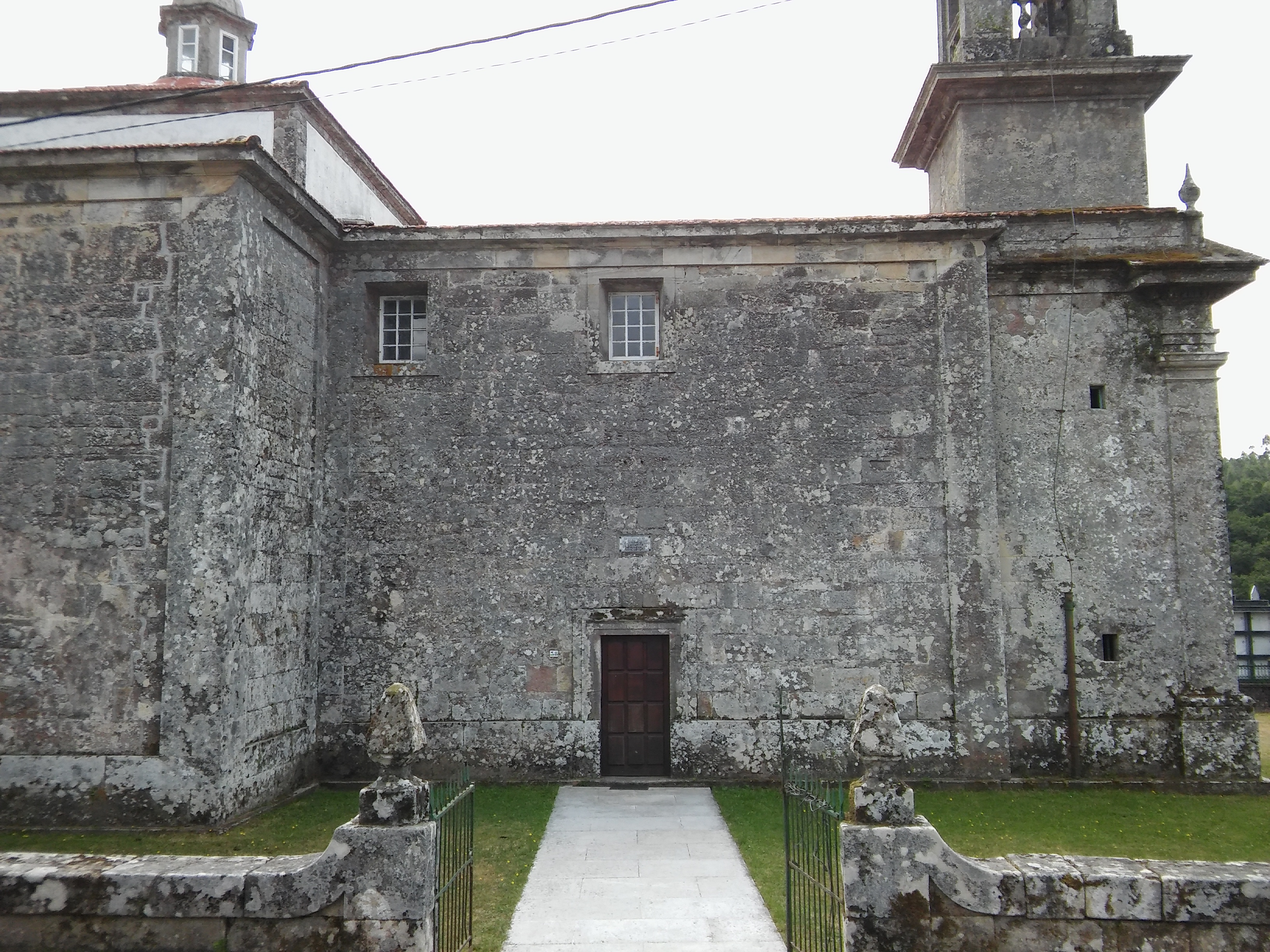
Iglesia de Ribela

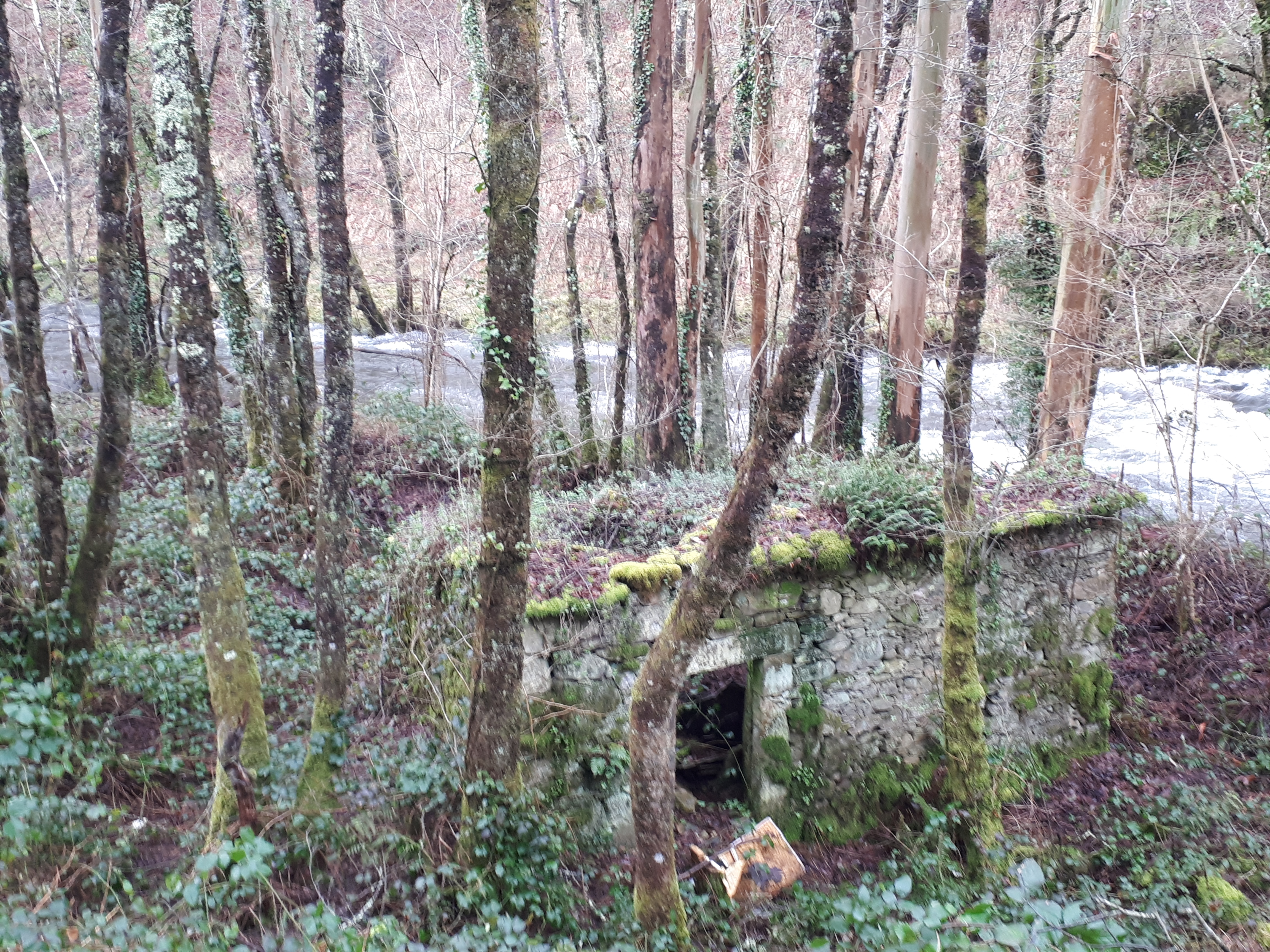
Muíño do Cura en Ribela

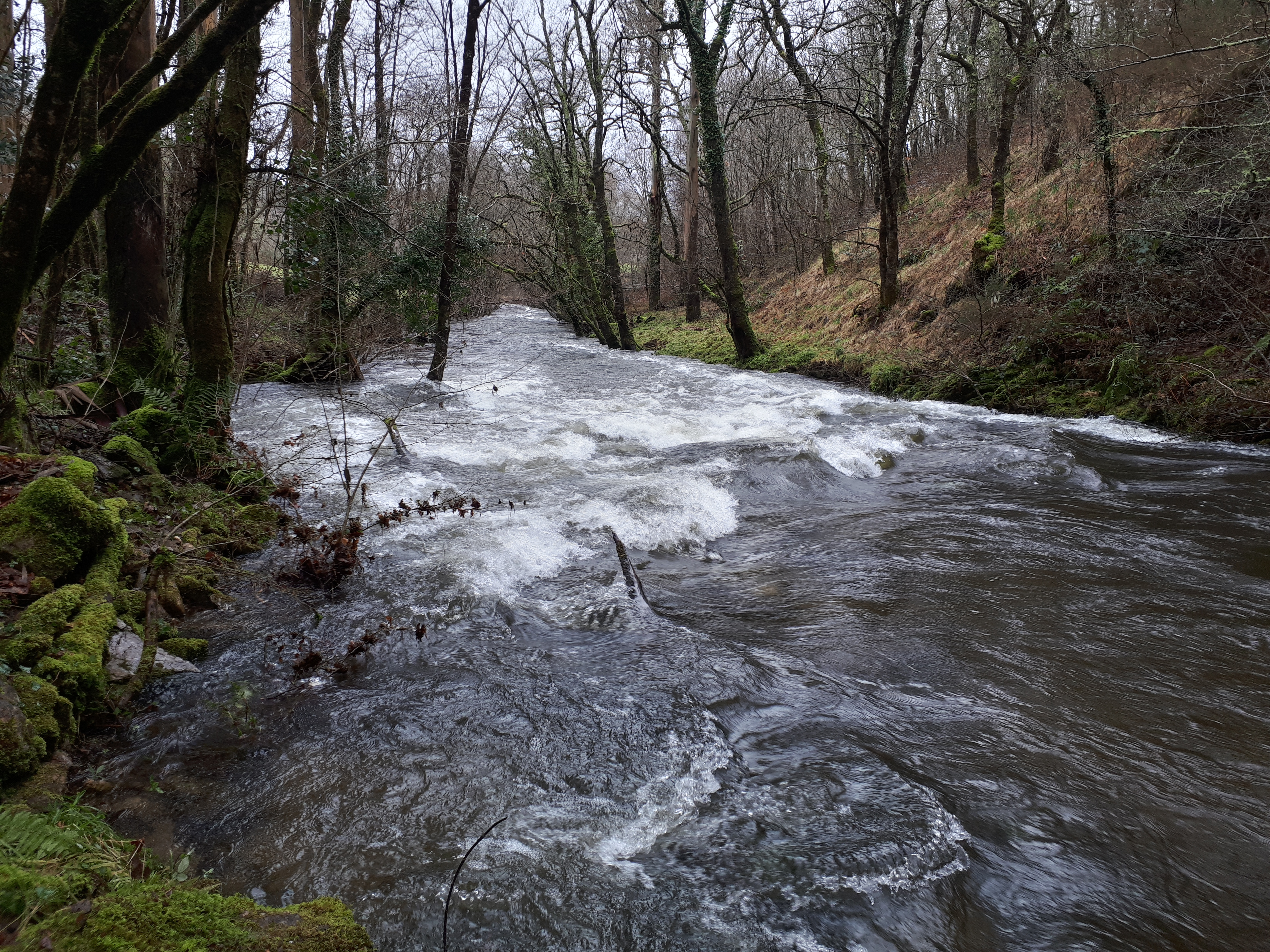
Río Umia en Ribela

En Ribela es de gran importancia la presencia del río Umia, en el que vierte sus aguas el regueiro de Esqueiro y lo hace en forma de cascada, entre Pumares (Ribela) y A Igrexa (Liripio), frente A Aldea Grande. Además del regueiro de Esqueiro, también hay en la parroquia otros pequeños riachuelos como el regueiro das Virtas. Los otros ríos, sirven de afluentes al río Umia, como pueden ser, por ejemplo, el regueiro de Ribela, el regueiro da Grela (en el que hay una pequeña cascada, conocida como fervenza do regueiro da Grela), o el regueiro da Canda.
Al lado de estos citados ríos, se encuentran numerosos molinos de agua, la mayor parte en muy mal estado de conservación. A esto, hay que añadir que en Ribela, en el lugar de A Aldea Grande, hubo una central hidroeléctrica. Con el agua que recogía del río Umia, la transformaba en electricidad que suministraba a toda la parroquia, excepto al lugar de Entrecastrelo. Actualmente se encuentra en mal estado de conservación.
Destacar también la presencia del Outeiro de Trabadela, del Castro de A Aldea Grande y del Castro de Entrecastrelo (36017038), conocido también como Castro de Ribela, Castro de Parada o Castro de Eira dos Mouros, en el que aún se conservan restos de recintos amurallados y de la puerta de entrada, además de contar con unos petroglifos. Desde el mismo castro se pueden disfrutar de unas espectaculares vistas de A Estrada y de Santiago.
Entre Entrecastrelo (Ribela) y Eiriz (Parada) es muy destacable la presencia del acueducto de Ribela, conocido también con el nombre de ponte - acueducto de Leira, una centenaria construcción de, al menos, el siglo XVIII y que conduce las aguas del río Umia para regar las tierras de la parroquia vecina de Parada (A Estrada).
Por Ribela atraviesa la ruta de senderismo PR-G197 del #retoCodesedaSabucedo por algunas zonas de Trabadela. También por algunas zonas de Codeseda, Sabucedo y Souto. Son en total 30km. de ruta circular, señalizada y homologada.

## Patrimonio
- Casona dos Ballesteros.
- Iglesia de Santa Mariña de Ribela
- Hórreo do Cura de Ribela.
- Palomar do Cura.
- Muíño do Cura.
- Merenderos.
- Bancos
- Puentes.
- Restos da Ponte do Cura.
- Ponte de Ribela.
- Colegio de Ribela.
- Miradores.
- Outeiros.
- Castro de Ribela o castro de Entrecastrelo.
- Castro de A Aldea Grande.
- Ponte - acueducto de Ribela, también conocido como ponte - acueducto de Leira.
- Presa de Leira.
- Cova dos Mouros.
- Mámoas de Marco Afrende y Carráns.
- Sarcófago medieval.
- Cruceiros.
- Molinos de agua.
- Lavaderos.
- Acueducto del molino de Demetrio.
- Estanques.
- Fuentes.
- Fábrica de Luz de Ribela.
- Fervenza do regueiro de Esqueiro.
- Fervenza do regueiro da Grela.

## Fiestas
Se celebran cada año, después de mediados de julio, las fiestas de Santa Mariña, patrona de Ribela.

## Enlaces
https://m.facebook.com/ribelaaestradapontevedra/
https://www.instagram.com/ribelaaestrada/
https://www.youtube.com/@ribelaaestrada
https://es.wikiloc.com/wikiloc/user.do?id=5873473
https://www.tiktok.com/@ribelaaestrada?_t=8ho3TqwnbHM&_r=1

## Lugares de Ribela
Trabadela, Guitón, Pumares, A Aldea Grande, Entrecastrelo, Vilar, Carracedo, A Pedreira, Fondo da Vila, Sesto